# プジョー・EX1
プジョー・EX1 (Peugeot EX1)は2010年に発表されたプジョーのコンセプトカーである。

## 概要
EX1は2010年のパリモーターショーで発表された電動モデルで、プジョーの200周年を記念して製造された。モーターを二機搭載しており、最高出力335hp (250kW)、最大トルク480Nm (354lb-ft)を発揮する。最高加速度は1Gで、軽量かつ高剛性とするためモノコックボディはカーボンを使用したハニカム構造で出来ている。 

### パフォーマンス
EX1は重量1,000kg未満の電気自動車の速度記録を6つ破った。停止状態から1/8マイルが8.89秒、1/4マイルが14.4秒、500mが16.81秒、1/2マイルが23.85秒、1000mが28.16秒、1マイルが41.09秒、0-100km/hは2.24秒、最高速度は259km/hを記録した。
中国四川省成都市にある軍の空港にて、1/8マイルを7.08秒、1/4マイルを12.67秒、0-100km/hは2.24秒と記録を更新した。
ドイツのニュルブルクリンクでは9分1秒338を記録し、電気自動車のラップタイムを更新した。

## 参照
1. ↑   https://www.topcarrating.com/2010-peugeot-ex1-concept.php
2. ↑  https://www.asahi.com/car/gallery/101008paris/paris20.html
3. ↑  https://openers.jp/car/car_news/21128
4. ↑  https://car.watch.impress.co.jp/docs/news/395604.html
5. ↑  https://web.archive.org/web/20121012082147/http://www.monstersandcritics.com/lifestyle/autos/news/article_1607263.php
6. ↑  https://www.autoevolution.com/news/peugeot-ex1-is-an-ev-performance-record-breaker-28424.html
7. ↑  https://response.jp/article/2010/12/17/149452.html
8. ↑  https://response.jp/article/2011/05/12/156178.html